# Tatiana Kutlíková
Tatiana Kutlíková (Ružomberok, 27 settembre 1972) è un'ex sciatrice nordica slovacca attiva sia nello sci di fondo sia nel biathlon.

## Biografia

### Carriera nello sci di fondo
Iniziò praticando lo sci di fondo: prese parte a due edizioni dei Campionati mondiali (23ª nella 30 km a Thunder Bay 1995 il miglior piazzamento) e a un'edizione dei Giochi olimpici invernali, Lillehammer 1994 (48ª nella 5 km, 46ª nella 15 km, 43ª nella 30 km, 35ª nell'inseguimento, 7ª nella staffetta).
In Coppa del Mondo esordì l'11 dicembre 1993 a Santa Caterina Valfurva (78ª) e ottenne il miglior piazzamento il 9 gennaio 1996 a Štrbské Pleso (17ª).

### Carriera nel biathlon
Dal 1997 si dedicò al biathlon; in Coppa del Mondo esordì il 6 dicembre 1997 a Lillehammer (87ª) e ottenne l'unico podio il 25 gennaio 2002 ad Anterselva (3ª).
Nella sua carriera da biatleta prese parte ad altre due edizioni dei Giochi olimpici invernali, Nagano 1998 (4ª nella staffetta) e Salt Lake City 2002 (64ª nella sprint), e a due dei Campionati mondiali (11ª nella staffetta a Pokljuka 2001 il miglior piazzamento).

## Palmarès

### Biathlon

#### Coppa del Mondo
- Miglior piazzamento in classifica generale: 66ª nel 2002
- 1 podio (a squadre):
  - 1 terzo posto

### Sci di fondo

#### Coppa del Mondo
- Miglior piazzamento in classifica generale: 49ª nel 1996